# Mary Downing Hahn
Mary Downing Hahn (Washington, 9 dicembre 1937) è una scrittrice statunitense di letteratura per ragazzi.

## Biografia
Nata nel 1937 a Washington dal meccanico di automobili Kenneth Ernest Downing e dall'insegnante Anna Elisabeth Sherwood, vive a Columbia, nel Maryland.
Dopo aver ottenuto un B.A. all'Università del Maryland, College Park nel 1960, ha conseguito un M.A. nel 1969 nel medesimo ateneo.
Prima d'esordire nella narrativa nel 1979 con The Sara Summer, ha lavorato come insegnante d'arte alla scuola media, bibliotecaria e illustratrice di libri.
Autrice di più di trenta romanzi per ragazzi che spaziano dal giallo al fantasy passando per l'horror, nel 2010 è stata insignita del Premio Edgar per il miglior libro per ragazzi con Closed for the Season.

## Vita privata
Nel 1961 ha sposato William E. Hahn dal quale ha avuto due figlie:Katherine Sherwood e Margaret Elizabeth. Separatasi nel 1977, nel 1982 è convolata a nozze con il bibliotecario Norman Pearce Jacob.

## Opere
- The Sara Summer (1979)
- Time of the Witch (1982)
- Daphne's Book (1983)
- The Jellyfish Season (1985)
- Quando Helen verrà a prenderti (Wait Till Helen Comes, 1986)
- Following the Mystery Man (1988)
- Tallahassee Higgins (1988)
- December Stillness (1988)
- The Doll in the Garden (1989)
- The Dead Man in Indian Creek (1990)
- The Spanish Kidnapping Disaster (1991)
- Luna di miele in cinque (Stepping on the Cracks, 1991), Milano, Mondadori, 1992 traduzione di Valentina Bettini ISBN 8804363002.
- The Wind Blows Backward (1993)
- Time for Andrew (1994)
- Il male bussa alla porta (Look for Me by Moonlight, 1995), Milano, Mondadori, 1999 traduzione di Dario Fonti ISBN 8804466731.
- The Gentleman Outlaw and Me–Eli (1996)
- Following My Own Footsteps (1996)
- As Ever, Gordy (1998)
- Anna All Year Round (1999)
- Promises to the Dead (2000)
- Anna on the Farm (2001)
- Hear the Wind Blow (2003)
- The Old Willis Place (2004)
- Janey and the Famous Author (2005)
- Witch Catcher (2006)
- Deep and Dark and Dangerous (2007)
- All the Lovely Bad Ones (2008)
- Closed for the Season (2009)
- The Ghost of Crutchfield Hall (2010)
- Mister Death's Blue-Eyed Girls (2012)
- Where I Belong (2014)
- Took (2015)
- One for Sorrow (2017)
- The Girl in the Locked Room (2018)
- Guest: A Changeling Tale (2019)

## Filmografia
- Wait Till Helen Comes, regia di Dominic James (2016) (soggettista e attrice)

## Premi e riconoscimenti
- Scott O'Dell Award for Historical Fiction: 1992 vincitrice con Luna di miele in cinque
- Premio Edgar per il miglior libro per ragazzi: 2010 vincitrice con Closed for the Season
- Premio Phoenix: 2011 Honor Book con Luna di miele in cinque[7].